# Paywall
Paywall (платна стіна) — система, коли доступ до контенту надається тільки після оплати повної вартості передплати. Існують різні варіанти платного доступу: в деяких випадках за плату доступні лише вибрані матеріали, а у деяких сайтів відсоток платного контенту ресурсу доходить до 100. З кінця 1990-х років газетні видання запроваджують систему платної підписки на сайтах, щоб збільшити прибутки, які зменшуються внаслідок скорочення числа передплатників друкованих видань та зменшення доходів з реклами.